# Irixoa
Irixoa – gmina w Hiszpanii, w prowincji A Coruña, w Galicji, o powierzchni 68,59 km². W 2011 roku gmina liczyła 1492 mieszkańców.